# Diazodinitrofenol

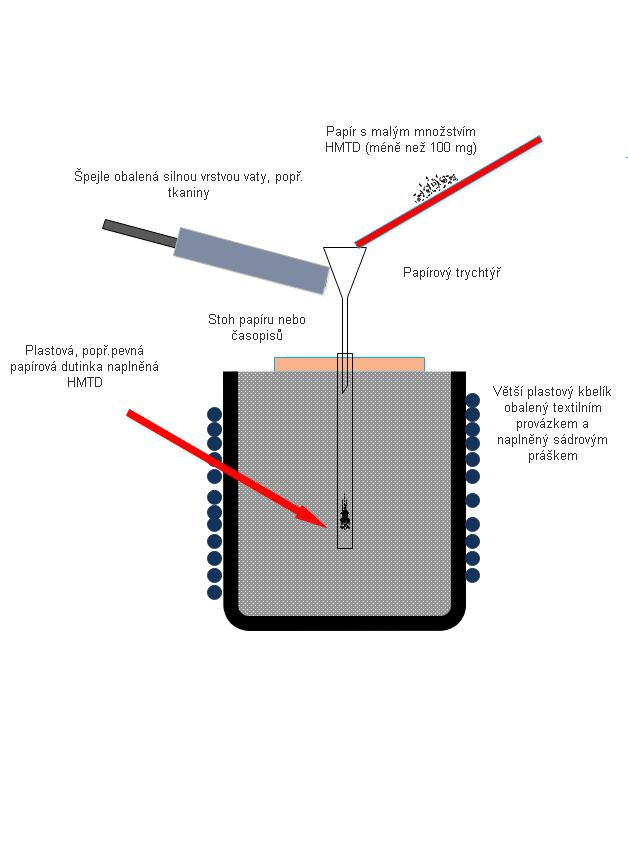
I přes relativní necitlivost DDNP ke tření se v amatérské praxi vždy používají podobná zařízení na plnění rozbušek. Zde je místo DDNP použito náplně HMTD.

Diazodinitrofenol (anglicky diazodinitrophenol, zkratkou DDNP) (diazodinitrofenol, 6-diazo-2,4-dinitrocyclohexa-2,4-dien-1-on) je diazosloučenina dříve používaná k výrobě barev, dnes má především užití jako třaskavina. Za normálních podmínek je krystalickou látkou různých barev, od žluté přes tmavo-žlutou, zelenou až hnědou (především vlivem nečistot). Krystalová hustota je 1,63 g/cm3. DDNP je rozpustný v acetonu a lehce rozpustný ve vodě.
DDNP se v omezené míře používá jako náplň rozbušek, především v USA. Jeho výhodou je relativně velmi nízká citlivost oproti jiným třaskavinám, především vůči tření. Patří mezi nejvíce bezpečné třaskaviny. Oproti např. azidu olovnatému má díky relativně vysoké hustotě na CHNO výbušninu i významně větší brizanci (azid olovnatý má vyšší hustotu než DDNP ale není CHNO výbušninou). Jeho iniciační schopnost je však menší. Patří do skupiny fulminátu rtuťnatého, takže obvykle po zapálení na volném vzduchu pouze deflagruje a nedetonuje. Pro jistou detonaci (resp. přechod deflagrace v detonaci, DDT) je nutno jej uzavřít do dutinky. Naopak azid olovnatý detonuje v malých množstvích po zásahu plamenem bez ohledu na to, jestli je na otevřeném prostoru nebo uzavřený v dutince.
DDNP neobsahuje těžké kovy a proto je a byl zvažován jako náhrada azidu olovnatého, ovšem pro nižší teplotní stabilitu a problémy s technologií nenalezl širokého a celosvětového uplatnění.
DDNP má význam v amatérské chemii, kde jej s výhodou využívají amatérští experimentátoři pro jeho relativně nízkou citlivost ke tření (která je dramaticky nižší než u azidu olovnatého, který patří naopak patří k třaskavinám s vysokou citlivostí na detonaci vlivem tření). Tímto tak snižují riziko náhodné detonace při plnění rozbušek, kterou je ale i tak nutno provádět bez přímého doteku rukou v zařízení pro potlačení detonace (typicky kbelík se sádrovým práškem). Citlivost na náraz je přibližně srovnatelná s azidem olovnatým, fulminátem rtuti nebo HMTD. Citlivost na výboje statické elektřiny je relativně vysoká, nižší než u HMTD, peroxidů acetonu nebo azidu olovnatého a naopak o něco vyšší než na jiskry citlivého fulminátu rtuťnatého.
Detonační rychlost při hustotě 1,6 g/cm³ je 6900 m/s, 6600 m/s při hustotě 1,5 g/cm³ a 4400 m/s při 0,9 g/cm³. Pro výrobu rozbušek je ideální hustota 1,2–1,4 g/cm³, nad touto hodnotou již neprobíhá DDT a tak je jako náplň do rozbušek nepoužitelný.

## Výroba
DDNP je vyráběn jednoduchou diazotací trinitrofenolu směsí NaNO2/HCl za silného chlazení.